# Chiesa di San Tommaso (Castelfranco di Sopra)
La chiesa di San Tommaso è un edificio sacro che si trova nel centro di Castelfranco di Sopra.

## Storia e descrizione
Contemporanea all'edificazione di Castelfranco, fu ampliata nel XVII e XVIII secolo e restaurata nel 1932.
Poco resta dell'edificio originario; anche l'elegante porticato è un rifacimento del 1755. Sulla facciata, del tipo a capanna con medaglione centrale, è il bel portale settecentesco che introduce all'unica navata coperta da capriate lignee e conclusa dal presbiterio con cupola. Il campanile, innalzato nel 1882, sostituì quello più antico a vela. 
L'interno, ad aula unica, conserva numerosi arredi sei-settecenteschi. Ai due altari sono due pale di Michelangelo Vestrucci: a quello di destra una Deposizione dalla Croce, a sinistra una Madonna col Bambino e Santi. Più vicino al presbiterio sono, a destra un'Annunciazione di Matteo Confortini firmata e datata 1601 e a sinistra una pala con Dio Padre e Santi in adorazione di autore anonimo settecentesco.
Dietro l'altare maggiore è il coro settecentesco, e in alto, sulla parete absidale, si trova l'organo, contenuto in una trifora cieca ricavata nello spessore del muro.